# Pod Fabiankou
Pod Fabiankou je přírodní rezervace v oblasti Slovenský kras.
Nachází se v katastrálním území obce Silica v okrese Rožňava v Košickém kraji. Území bylo vyhlášeno v roce 1982 na rozloze 1,2205 ha. Ochranné pásmo nebylo stanoveno.